# 장찬
장찬(1985년 6월 12일 ~ )은 경북고등학교 출신의 전 SK 와이번스 소속 야구선수다.

## 기록
- 2005년: 3경기 4이닝 ERA 2.25
- 2006년: 7경기 8.1이닝 1승 ERA 6.48

## 같이 보기
- 2005년 SK 와이번스 시즌
- 2006년 SK 와이번스 시즌